# Roquessels
Roquessels è un comune francese di 131 abitanti situato nel dipartimento dell'Hérault nella regione dell'Occitania.

## Geografia fisica
Il territorio si trova su 240 s.l.m [sopra il livello del mare] su una piccola collina dove l'altitudine arriva fino ai 270 metri sopra il livello del mare. In alcuni punti può arrivare sotto i 200 metri più precisamente fino ai 160-170 metri circa.

## Società

### Evoluzione demografica
Abitanti censiti